# ینی‌کند (گدابیگ)
ینی‌کند (به لاتین: Yenikənd) یک منطقه مسکونی در جمهوری آذربایجان است که در شهرستان گدابیگ واقع شده‌است. ینی‌کند ۴۰۹ نفر جمعیت دارد.